# Vinorelbin
Vínorelbín (NVB), pod zaščitenim imenom Navelbine in drugimi, je citostatik, ki se uporablja za zdravljenje več vrst raka, kot sta rak dojke in nedrobnocelični pljučni rak. Uporablja se intravensko ali peroralno (skozi usta).
Najpogostejši neželeni učinki, ki jih povzroča vinorelbin, so med drugim zaviranje delovanja kostnega mozga, bolečina na mestu injiciranja (pri intravenski uporabi), bruhanje, utrujenost, šibkost spodnjih udov (pri dolgotrajni uporabi), driska … Med hude neželene učinke spada zadihanost. Uporaba med nosečnostjo lahko škoduje plodu. Vinorelbin spada med učinkovine iz skupine alkaloidov rožnatega zimzelena (alkaloidov vinka). Njegovo citostatično delovanje temelji na motenem delovanju mikrotubulov (zavira polimerizacijo tubulina) in s tem zavre celično delitev.
Vinorelbin je bil najprej odobren v Franciji, kjer so ga tudi razvili. V ZDA so ga odobrili za klinično uporabo leta 1994. Uvrščen je na seznam osnovnih zdravil Svetovne zdravstvene organizacije, ki zajema najpomembnejša učinkovita in varna zdravila, potrebna za zagotavljanje osnovne zdravstvene oskrbe.

## Klinična uporaba
Vinorelbin se uporablja za zdravljenje napredovalega ali razsejanega nedrobnoceličnega pljučnega raka  in razsejanega raka dojke.
Izkazuje tudi učinkovitost pri zdravljenju rabdomiosarkoma, vendar za ta namen nima uradne odobritve.

## Neželeni učinki
Vinorelbin načeloma bolniki dobro prenašajo, vendar pa izkazuje tudi nekatere pomembne neželene učinke.
Med neželenimi učinki, ki lahko omejujejo odmerek vinorelbina, je na primer nevtropenija (zmanjšano število vrste belih krvničk zaradi zaviranja delovanja kostnega mozga), ki se pojavlja zelo pogosto. Med zelo pogostimi neželenimi učinki so tudi motnje živčevja (vključno z izgubo globokih tetivnih refleksov), težave s prebavili (stomatitis, slabost, bruhanje, zaprtost, ezofagitis), prehodno zvišanje jetrnih testov, alopecija (pojavlja se pri okoli 10 % bolnikov, vendar običajno v blažji obliki in le pri redkih pride do popolnega izpada las) ter reakcije na mestu injiciranja (pri intravenski uporabi).

## Farmakologija
Vinorelbin deluje protirakavo z zaviranjem mitoze preko delovanja na mikrotubule v celicah. Zavira polimerizacijo tubulina, in sicer se preferenčno veže na mitotične mikrotubule ter blokira mitozo v fazi G2-M ter povzroči celično smrt v interfazi ali pri naslednji mitozi.

## Zgodovina
Vinorelbin je odkril farmacevt Pierre Potier s svojo delovno skupino v raziskovalni ustanovi CNRS v Franciji v 80-ih letih dvajsetega stoletja. Pravice za nadaljnji razvoj so prodali podjetju Pierre Fabre Group. Zdravilo pod zaščitenim imenom Navelbine so v Franciji za zdravljenje nedrobnoceličnega pljučnega raka odobrili leta 1989, za zdravljenje razsejanega raka dojke pa leta 1991. Ameriški Urad za hrano in zdravila (FDA) ga je odobril decembra 1994. V ZDA je vinorelbin odobren le za zdravljenje nedrobnoceličnega pljučnega raka, medtem ko je v večini evropskih držav odobren tudi za zdravljenje raka dojke.

### Izvor
Rožnati zimzelen (Catharanthus roseus L.) je vir več pomembnih spojin, vključno s katarantinom in vindolinom, iz katerih se v rastlini tvorijo alkaloidi rožnatega zimzelena: levrozin ter kemoterapevtika vinblastin in vinkristin. Vinorelbin je novejša protirakava učinkovina, ki se pridobiva polsintetsko in zanj ni znano, da bi se pojavljal tudi v naravi.  Pridobivajo ga bodisi iz vindolina in katarantina bodisi iz levrozina, v obeh primerih s sintezo anhidrovinblastina. Pri sintezni poti iz levrozina se uporablja Nugent–RajanBabujev reagent v reakciji visoko kemoselektivne deoksigenacije levrozina.  Nastane anhidrovinblastin, ki nato reagira z N-bromosukcinimidom ter trifluoroocetno kislino, naslednji korak pa je reakcija s srebrovim tetrafluoroboratom, pri čemer se tvori vinorelbin.

## Peroralna oblika
V številnih evropskih državah je poleg parenteralne oblike registriran tudi vinorelbin za peroralno uporabo, v obliki mehkih kapsul. Peroralna oblika vinorelbina izkazuje enake farmakokinetične in farmakodinamične lastnosti kot parenteralna oblika, ima pa prednost glede prenašanja, saj se pri parenteralni uporabi lahko pojavijo neželeni učinki na mestu injiciranja, med drugim tudi flebitis.